# Bách bộ lá nhỏ
Bách bộ lá nhỏ (danh pháp: Stemona pierrei) là một loài thực vật có hoa trong họ Stemonaceae. Loài này được Gagnep. miêu tả khoa học đầu tiên năm 1934.